# Studios Britannia Row
Les studios Britannia Row sont des studios d'enregistrement anglais situés à Londres, dans le district de Fulham. Ils ont été créés par le groupe Pink Floyd en 1976, après la sortie de l'album Wish You Were Here. Le premier album à y être enregistré fut The Hapless Child de Michael Mantler qui servit de test pour l'avenir, on y retrouve Jack De Johnette, Robert Wyatt, Nick Mason et Carla Bley, épouse de Mantler. Par la suite, les Pink Floyd eux-mêmes y enregistrèrent l'entièreté de l'album Animals, ainsi qu'une partie de The Wall, A Momentary Lapse Of Reason et Division Bell. Quoique déjà les studios n'appartenaient plus aux membres de Pink Floyd, Rick Wright ayant été le premier à vendre ses parts aux autres membres du groupe lors de son départ en 1979. Puis Roger Waters fit de même lorsqu'il quitta le groupe en 1985 après la sortie de The Final Cut, suivi de Gilmour qui vendit ses parts à Nick Mason. Et finalement, ce dernier vendit ses parts à la gérante Kate Koumi au début des années '90. À la suite de quoi, les studios déménagèrent dans de nouveaux locaux à Londres au milieu des années '90. 
Le studio a été utilisé par plusieurs artistes à succès depuis sa création, dont :
- Michael Mantler : The Hapless Child fut le premier album à être enregistré aux studios
- Pink Floyd : Animals, The Wall, A Momentary Lapse Of Reason et Division Bell
- Richard Ashcroft
- Atomic Kitten
- Björk
- James Blunt
- Kate Bush
- The Cult
- Joy Division
- Ronan Keating
- Liberty X
- Manic Street Preachers
- Dannii Minogue
- Kylie Minogue
- New Order
- Page and Plant
- Pete Doherty
- Pulp
- Sugababes
- Snow Patrol
- Supergrass
- Westlife
- Kate Nash

## Sources
- Magazine Music Icons Collector's Edition : Pink Floyd The Story Behind Every Album - Harris Publication 2015